# Cinquième district congressionnel de la Louisiane
Le 5e district congressionnel de la Louisiane est un district de l'État américain de Louisiane. Le 5e district englobe le nord-est rural de la Louisiane et une grande partie du centre de la Louisiane, ainsi que la partie nord des paroisses de Floride de la Louisiane dans le sud-est de la Louisiane, englobant Monroe, Alexandria, Amite et Bogalusa.
En 2014, Ralph Abraham a battu le maire de Monroe Jamie Mayo pour le 113e Congrès des États-Unis, en remplacement de McAllister, qui a été battu lors de la primaire de Louisiane. Le 26 février 2020, Abraham a annoncé qu'il ne chercherait pas à être réélu pour un quatrième mandat, honorant sa promesse de ne servir que trois mandats au Congrès.
Les analystes considéraient la victoire de McAllister comme un rejet des efforts de Jindal pour faire libérer le siège et remplacer Alexander par son candidat trié sur le volet lors d'une élection spéciale à faible taux de participation. Le taux de participation au second tour était inférieur à 19 %, soit 3 % de moins qu'à la primaire.
En 2014, Ralph Abraham a battu le maire de Monroe, Jamie Mayo, pour le 113e Congrès des États-Unis, en remplacement de McAllister, battu aux primaires de Louisiane. Le 26 février 2020, Abraham a annoncé qu'il ne chercherait pas à être réélu pour un quatrième mandat, honorant ainsi son engagement de ne remplir que trois mandats au Congrès.
Le district est actuellement représenté par la Républicaine Julia Letlow, qui a été élue lors d'une élection spéciale de 2021 pour remplacer son mari, le représentant élu Luke, décédé du COVID-19 quelques jours avant sa prestation de serment.
Dans le cadre du redécoupage de la carte 2024, le 5e perd Lincoln, Jackson, Winn, Grant, Rapides et la moitié des paroisses de Ouachita au profit du 4e district, ainsi que Pointe Coupée et la moitié de la Paroisse des Avoyelles au profit du nouveau 6e ; en échange, le  gagne une partie des paroisses d'East Baton Rouge, Tangipahoa et Livingston. Le nouveau territoire comprend deux des plus grandes universités de l'État, Louisiana State (LSU) à Baton Rouge et le sud-est de Southeastern Louisiana (SLU) à Hammond.

## Historique de vote
| Années | Poste     | Résultats              |
| ------ | --------- | ---------------------- |
| 2000   | Président | Bush 57,0 % – 40,0 %   |
| 2004   | Président | Bush 62,0% – 37,0%     |
| 2008   | Président | McCain 62,0 % – 37,0 % |
| 2012   | Président | Romney 61,0 % – 38,0 % |
| 2016   | Président | Trump 64,0 % – 34,0 %  |
| 2020   | Président | Trump 64,0 % – 34,0 %  |

## Liste des Représentants du district
| Membre                          | Parti       | Années                               | Congrès     | Histoire électorale | Zone géographique                     |
| ------------------------------- | ----------- | ------------------------------------ | ----------- | --- | ------------------------------------- |
| District établit le 4 mars 1863 |             |                                      |             | |                                       |
| Vacant                          | Vacant      | 4 mars 1863 - 18 juillet 1868        | 38e - 40e   | Guerre de Sécession et Reconstruction | Guerre de Sécession et Reconstruction |
| W. Jasper Blackburn (en)        | Républicain | 18 juillet 1868 - 3 mars 1869        | 40e         | Élu pour terminer le mandat vacant. Retrait pour se présenter comme Lieutenant Gouverneur. |                                       |
| Frank Morey (en)                | Républicain | 4 mars 1869 - 8 juin 1876            | 41e - 44e   | Élu en 1868. Réélu en 1870. Réélu en 1872. Réélu en 1874. Perds la contestation de son élection. |                                       |
| William B. Spencer (en)         | Démocrate   | 8 juin 1876 - 8 janvier 1877         | 44e         | Remporte la contestation de son élection. Retrait et démissionne pour devenir Juge Assesseur de la Cour Suprême de Louisiane. |                                       |
| Vacant                          | Vacant      | 8 janvier 1877 - 3 mars 1877         | 44e         | |                                       |
| John E. Leonard (en)            | Républicain | 4 mars 1877 - 15 mars 1878           | 45e         | Élu en 1876. Décès. |                                       |
| Vacant                          | Vacant      | 15 mars 1878 - 5 novembre 1878       | 45e         | |                                       |
| J. Smith Young (en)             | Démocrate   | 5 novembre 1878 - 3 mars 1879        | 45e         | Élu pour terminer le mandat de Leonard. Retrait. |                                       |
| J. Floyd King (en)              | Démocrate   | 4 mars 1879 - 3 mars 1887            | 46e - 49e   | Élu en 1878. Réélu en 1880. Réélu en 1882. Réélu en 1884. Perds sa renomination. |                                       |
| Cherubusco Newton (en)          | Démocrate   | 4 mars 1887 - 3 mars 1889            | 50e         | Élu en 1886. Perds sa renomination. |                                       |
| Charles J. Boatner (en)         | Démocrate   | 4 mars 1889 - 20 mars 1896           | 51e - 54e   | Élu en 1888. Réélu en 1890. Réélu en 1892. Réélu en 1894. La Chambre déclare le siège vacant après l'élection fut contesté par Alexis Benoit. |                                       |
| Vacant                          | Vacant      | 20 mars 1896 - 10 juin 1896          | 54e         | |                                       |
| Charles J. Boatner (en)         | Démocrate   | 10 juin 1896 - 3 mars 1897           | 54e         | Élu pour terminer son propre mandat. Retrait. |                                       |
| Samuel T. Baird (en)            | Démocrate   | 4 mars 1897 - 22 avril 1899          | 55e , 56e   | Élu en 1896. Réélu en 1898. Décès. |                                       |
| Vacant                          | Vacant      | 22 avril 1899 - 29 août 1899         | 56e         | |                                       |
| Joseph E. Ransdell (en)         | Démocrate   | 29 août 1899 - 3 mars 1913           | 56e - 62e   | Élu pour terminer le mandat de Baird. Réélu en 1900. Réélu en 1902. Réélu en 1904. Réélu en 1906. Réélu en 1908. Réélu en 1910. Retrait pour se présenter comme Sénateur des États-Unis.                                                              |                                       |
| James Walter Elder (en)         | Démocrate   | 4 mars 1913 - 3 mars 1915            | 63e         | Élu en 1912. Perds sa renomination. |                                       |
| Riley J. Wilson (en)            | Démocrate   | 4 mars 1915 - 3 janvier 1937         | 64e - 74e   | Élu en 1914. Réélu en 1916. Réélu en 1918. Réélu en 1920. Réélu en 1922. Réélu en 1924. Réélu en 1926. Réélu en 1928. Réélu en 1930. Réélu en 1932. Réélu en 1934. Perds sa renomination.                                                             |                                       |
| New V. Mills (en)               | Démocrate   | 3 janvier 1937 - 3 janvier 1943      | 75e - 77e   | Élu en 1936. Réélu en 1938. Réélu en 1940. Perds sa renomination. |                                       |
| Charles E. McKenzie (en)        | Démocrate   | 3 janvier 1943 - 3 janvier 1947      | 78e , 79e   | Élu en 1942. Réélu en 1944. Perds sa renomination. |                                       |
| Otto Passman (en)               | Démocrate   | 3 janvier 1947 - 3 janvier 1977      | 80e - 94e   | Élu en 1946. Réélu en 1948. Réélu en 1950. Réélu en 1952. Réélu en 1954. Réélu en 1956. Réélu en 1958. Réélu en 1960. Réélu en 1962. Réélu en 1964. Réélu en 1966. Réélu en 1968. Réélu en 1970. Réélu en 1972. Réélu en 1974. Perds sa renomination. |                                       |
| Jerry Huckaby (en)              | Démocrate   | 3 janvier 1977 - 3 janvier 1993      | 95e - 102e  | Élu en 1976. Réélu en 1978. Réélu en 1980. Réélu en 1982. Réélu en 1984. Réélu en 1986. Réélu en 1988. Réélu en 1990. Perds sa réélection. |                                       |
| Jim McCrery (en)                | Républicain | 3 janvier 1993 - 3 janvier 1997      | 103e , 104e | Redécoupage depuis le 4e district et réélu en 1992. Réélu en 1994. Redécoupage vers le 4e district. |                                       |
| John Cooksey                    | Républicain | 3 janvier 1997 - 3 janvier 2003      | 105e - 107e | Élu en 1996. Réélu en 1998. Réélu en 2000. Retrait pour se présenter comme Sénateur des États-Unis. |                                       |
| Rodney Alexander (en)           | Démocrate   | 3 janvier 2003 - 9 août 2004         | 108e - 113e | Élu en 2002. Réélu en 2004. Réélu en 2006. Réélu en 2008. Réélu en 2010. Réélu en 2012. Démissionne pour devenir Secrétaire aux Anciens Combattants de Louisiane.                                                                                     | 2003–2013                             |
| Rodney Alexander (en)           | Républicain | 9 août 2004 - 26 septembre 2013      | 108e - 113e | Élu en 2002. Réélu en 2004. Réélu en 2006. Réélu en 2008. Réélu en 2010. Réélu en 2012. Démissionne pour devenir Secrétaire aux Anciens Combattants de Louisiane.                                                                                     | 2003–2013                             |
| Rodney Alexander (en)           | Républicain | 9 août 2004 - 26 septembre 2013      | 108e - 113e | Élu en 2002. Réélu en 2004. Réélu en 2006. Réélu en 2008. Réélu en 2010. Réélu en 2012. Démissionne pour devenir Secrétaire aux Anciens Combattants de Louisiane.                                                                                     | 2013–2023                             |
| Vacant                          | Vacant      | 26 septembre 2013 - 16 novembre 2013 | 113e        | |                                       |
| Vance McAllister                | Républicain | 16 novembre 2013 - 3 janvier 2015    | 113e        | Élu pour terminer le mandat d'Alexander. Perds sa réélection. |                                       |
| Ralph Abraham                   | Républicain | 3 janvier 2015 - 3 janvier 2021      | 114e - 116e | Élu en 2014. Réélu en 2016. Réélu en 2018. Retrait. |                                       |
| Vacant                          | Vacant      | 3 janvier 2021 - 14 avril 2021       | 117e        | Le Représentant-élu Luke Letlow décède le 29 décembre 2020. |                                       |
| Julia Letlow                    | Républicain | 14 avril 2021 - Présent              | 117e , 118e | Élu pour terminer le mandat de son mari. Réélue en 2022. |                                       |
| Julia Letlow                    | Républicain | 14 avril 2021 - Présent              | 117e , 118e | Élu pour terminer le mandat de son mari. Réélue en 2022. | 2023–Présent                          |

## Résultats des récentes élections
Voici les résultats des dix précédents cycles électoraux dans le district.

### 2004
| Élection de 2004 du 5e district congressionnel de Louisiane | Élection de 2004 du 5e district congressionnel de Louisiane | Élection de 2004 du 5e district congressionnel de Louisiane | Élection de 2004 du 5e district congressionnel de Louisiane | Élection de 2004 du 5e district congressionnel de Louisiane |
| ----------------------------------------------------------- | ----------------------------------------------------------- | ----------------------------------------------------------- | ----------------------------------------------------------- | ----------------------------------------------------------- |
| Parti                                                       | Parti                                                       | Candidat                                                    | Votes                                                       | %                                                           |
|                                                             | Républicain                                                 | Rodney Alexander (en) (sortant)                             | 141 495                                                     | 59,44                                                       |
|                                                             | Démocrate                                                   | Zelma "Tisa" Blakes                                         | 58 591                                                      | 24,61                                                       |
|                                                             | Républicain                                                 | John W. "Jock" Scott                                        | 37 971                                                      | 15,95                                                       |
| Total des votes                                             | Total des votes                                             | Total des votes                                             | 238 057                                                     | 100%                                                        |
|                                                             | Les Républicains prennent aux Démocrates                    |                                                             |                                                             |                                                             |

### 2006
| Élection de 2006 du 5e district congressionnel de Louisiane | Élection de 2006 du 5e district congressionnel de Louisiane | Élection de 2006 du 5e district congressionnel de Louisiane | Élection de 2006 du 5e district congressionnel de Louisiane | Élection de 2006 du 5e district congressionnel de Louisiane |
| ----------------------------------------------------------- | ----------------------------------------------------------- | ----------------------------------------------------------- | ----------------------------------------------------------- | ----------------------------------------------------------- |
| Parti                                                       | Parti                                                       | Candidat                                                    | Votes                                                       | %                                                           |
|                                                             | Républicain                                                 | Rodney Alexander (en) (sortant)                             | 78 211                                                      | 68,26                                                       |
|                                                             | Démocrate                                                   | Gloria Williams Hearn                                       | 33 233                                                      | 29,0                                                        |
|                                                             | Libertarien                                                 | Brent Sanders                                               | 1876                                                        | 1,64                                                        |
|                                                             | Indépendant                                                 | John Watts                                                  | 1262                                                        | 1,10                                                        |
| Total des votes                                             | Total des votes                                             | Total des votes                                             | 114 582                                                     | 100%                                                        |
|                                                             | Les Républicains conservent                                 |                                                             |                                                             |                                                             |

### 2008
| Élection de 2008 du 5e district congressionnel de Louisiane | Élection de 2008 du 5e district congressionnel de Louisiane | Élection de 2008 du 5e district congressionnel de Louisiane | Élection de 2008 du 5e district congressionnel de Louisiane |
| ----------------------------------------------------------- | ----------------------------------------------------------- | ----------------------------------------------------------- | ----------------------------------------------------------- |
| Parti                                                       | Parti                                                       | Candidat                                                    | %                                                           |
|                                                             | Républicain                                                 | Rodney Alexander (en) (sortant)                             | 100%                                                        |
|                                                             | Les Républicains conservent                                 |                                                             |                                                             |

### 2010
| Élection de 2010 du 5e district congressionnel de Louisiane | Élection de 2010 du 5e district congressionnel de Louisiane | Élection de 2010 du 5e district congressionnel de Louisiane | Élection de 2010 du 5e district congressionnel de Louisiane | Élection de 2010 du 5e district congressionnel de Louisiane |
| ----------------------------------------------------------- | ----------------------------------------------------------- | ----------------------------------------------------------- | ----------------------------------------------------------- | ----------------------------------------------------------- |
| Parti                                                       | Parti                                                       | Candidat                                                    | Votes                                                       | %                                                           |
|                                                             | Républicain                                                 | Rodney Alexander (en) (sortant)                             | 122 033                                                     | 78,57                                                       |
|                                                             | Indépendant                                                 | Tom Gibbs Jr.                                               | 33 279                                                      | 21,43                                                       |
| Total des votes                                             | Total des votes                                             | Total des votes                                             | 155 312                                                     | 100%                                                        |
|                                                             | Les Républicains conservent                                 |                                                             |                                                             |                                                             |

### 2012
| Élection de 2012 du 5e district congressionnel de Louisiane | Élection de 2012 du 5e district congressionnel de Louisiane | Élection de 2012 du 5e district congressionnel de Louisiane | Élection de 2012 du 5e district congressionnel de Louisiane | Élection de 2012 du 5e district congressionnel de Louisiane |
| ----------------------------------------------------------- | ----------------------------------------------------------- | ----------------------------------------------------------- | ----------------------------------------------------------- | ----------------------------------------------------------- |
| Parti                                                       | Parti                                                       | Candidat                                                    | Votes                                                       | %                                                           |
|                                                             | Républicain                                                 | Rodney Alexander (en) (sortant)                             | 202 536                                                     | 77,83                                                       |
|                                                             | No Party                                                    | "Ron" Ceasar                                                | 37 486                                                      | 14,41                                                       |
|                                                             | Libertarien                                                 | Clay Steven Grant                                           | 20 194                                                      | 7,76                                                        |
| Total des votes                                             | Total des votes                                             | Total des votes                                             | 260 216                                                     | 100%                                                        |
|                                                             | Les Républicains conservent                                 |                                                             |                                                             |                                                             |

### 2013 (Spéciale)
| Élection Spéciale de 2006 du 5e district congressionnel de Louisiane | Élection Spéciale de 2006 du 5e district congressionnel de Louisiane | Élection Spéciale de 2006 du 5e district congressionnel de Louisiane | Élection Spéciale de 2006 du 5e district congressionnel de Louisiane | Élection Spéciale de 2006 du 5e district congressionnel de Louisiane |
| -------------------------------------------------------------------- | -------------------------------------------------------------------- | -------------------------------------------------------------------- | -------------------------------------------------------------------- | -------------------------------------------------------------------- |
| Parti                                                                | Parti                                                                | Candidat                                                             | Votes                                                                | %                                                                    |
|                                                                      | Républicain                                                          | Vance McAllister                                                     | 54 449                                                               | 59,65                                                                |
|                                                                      | Républicain                                                          | Neil Riser                                                           | 36 837                                                               | 40,35                                                                |
| Total des votes                                                      | Total des votes                                                      | Total des votes                                                      | 91 286                                                               | 100%                                                                 |
|                                                                      | Les Républicains conservent                                          |                                                                      |                                                                      |                                                                      |

### 2014
| Élection de 2014 du 5e district congressionnel de Louisiane | Élection de 2014 du 5e district congressionnel de Louisiane | Élection de 2014 du 5e district congressionnel de Louisiane | Élection de 2014 du 5e district congressionnel de Louisiane | Élection de 2014 du 5e district congressionnel de Louisiane |
| ----------------------------------------------------------- | ----------------------------------------------------------- | ----------------------------------------------------------- | ----------------------------------------------------------- | ----------------------------------------------------------- |
| Parti                                                       | Parti                                                       | Candidat                                                    | Votes                                                       | %                                                           |
|                                                             | Démocrate                                                   | Jamie Mayo                                                  | 67 611                                                      | 28,22                                                       |
|                                                             | Républicain                                                 | Ralph Abraham                                               | 54 449                                                      | 22,73                                                       |
|                                                             | Républicain                                                 | "Zach" Dasher                                               | 53 268                                                      | 22,39                                                       |
|                                                             | Républicain                                                 | Vance M. McAllister                                         | 26 606                                                      | 11,11                                                       |
|                                                             | Républicain                                                 | Clyde C. Holloway                                           | 17 877                                                      | 7,46                                                        |
|                                                             | Républicain                                                 | Harris Brown                                                | 9890                                                        | 4,13                                                        |
|                                                             | Républicain                                                 | "Ed" Tarpley                                                | 4594                                                        | 1,92                                                        |
|                                                             | Libertarien                                                 | Charles Saucier                                             | 2201                                                        | 0,92                                                        |
|                                                             | Vert                                                        | Eliot S. Barron                                             | 1655                                                        | 0,69                                                        |
| Total des votes                                             | Total des votes                                             | Total des votes                                             | 239 551                                                     | 100%                                                        |
|                                                             | Les Républicains conservent                                 |                                                             |                                                             |                                                             |

| Second Tour de l'Élection de 2014 du 5e district congressionnel de Louisiane | Second Tour de l'Élection de 2014 du 5e district congressionnel de Louisiane | Second Tour de l'Élection de 2014 du 5e district congressionnel de Louisiane | Second Tour de l'Élection de 2014 du 5e district congressionnel de Louisiane | Second Tour de l'Élection de 2014 du 5e district congressionnel de Louisiane |
| ---------------------------------------------------------------------------- | ---------------------------------------------------------------------------- | ---------------------------------------------------------------------------- | ---------------------------------------------------------------------------- | ---------------------------------------------------------------------------- |
| Parti                                                                        | Parti                                                                        | Candidat                                                                     | Votes                                                                        | %                                                                            |
|                                                                              | Républicain                                                                  | Ralph Abraham                                                                | 134 616                                                                      | 64,22                                                                        |
|                                                                              | Démocrate                                                                    | Jamie Mayo                                                                   | 75 006                                                                       | 35,78                                                                        |
| Total des votes                                                              | Total des votes                                                              | Total des votes                                                              | 209 622                                                                      | 100%                                                                         |
|                                                                              | Les Républicains conservent                                                  |                                                                              |                                                                              |                                                                              |

### 2016
| Élection de 2016 du 5e district congressionnel de Louisiane | Élection de 2016 du 5e district congressionnel de Louisiane | Élection de 2016 du 5e district congressionnel de Louisiane | Élection de 2016 du 5e district congressionnel de Louisiane | Élection de 2016 du 5e district congressionnel de Louisiane |
| ----------------------------------------------------------- | ----------------------------------------------------------- | ----------------------------------------------------------- | ----------------------------------------------------------- | ----------------------------------------------------------- |
| Parti                                                       | Parti                                                       | Candidat                                                    | Votes                                                       | %                                                           |
|                                                             | Républicain                                                 | Ralph Abraham (sortant)                                     | 208 545                                                     | 81,57                                                       |
|                                                             | Républicain                                                 | Billy Burkette                                              | 47 117                                                      | 18,43                                                       |
| Total des votes                                             | Total des votes                                             | Total des votes                                             | 255 662                                                     | 100%                                                        |
|                                                             | Les Républicains conservent                                 |                                                             |                                                             |                                                             |

### 2018
| Élection de 2018 du 5e district congressionnel de Louisiane | Élection de 2018 du 5e district congressionnel de Louisiane | Élection de 2018 du 5e district congressionnel de Louisiane | Élection de 2018 du 5e district congressionnel de Louisiane | Élection de 2018 du 5e district congressionnel de Louisiane |
| ----------------------------------------------------------- | ----------------------------------------------------------- | ----------------------------------------------------------- | ----------------------------------------------------------- | ----------------------------------------------------------- |
| Parti                                                       | Parti                                                       | Candidat                                                    | Votes                                                       | %                                                           |
|                                                             | Républicain                                                 | Ralph Abraham (sortant)                                     | 149 018                                                     | 66,54                                                       |
|                                                             | Démocrate                                                   | Jesse Carlton Fleenor                                       | 67 118                                                      | 29,97                                                       |
|                                                             | Indépendant                                                 | Billy Burkette                                              | 4799                                                        | 2,14                                                        |
|                                                             | Libertarien                                                 | Kyle Randol                                                 | 3011                                                        | 1,35                                                        |
| Total des votes                                             | Total des votes                                             | Total des votes                                             | 223 946                                                     | 100%                                                        |
|                                                             | Les Républicains conservent                                 |                                                             |                                                             |                                                             |

### 2020
| Élection de 2020 du 5e district congressionnel de Louisiane | Élection de 2020 du 5e district congressionnel de Louisiane | Élection de 2020 du 5e district congressionnel de Louisiane | Élection de 2020 du 5e district congressionnel de Louisiane | Élection de 2020 du 5e district congressionnel de Louisiane |
| ----------------------------------------------------------- | ----------------------------------------------------------- | ----------------------------------------------------------- | ----------------------------------------------------------- | ----------------------------------------------------------- |
| Parti                                                       | Parti                                                       | Candidat                                                    | Votes                                                       | %                                                           |
|                                                             | Républicain                                                 | Luke Letlow (en)                                            | 102 533                                                     | 33,12                                                       |
|                                                             | Républicain                                                 | Lance Harris                                                | 51 240                                                      | 16,55                                                       |
|                                                             | Démocrate                                                   | Sandra "Candy" Shoemaker-Christophe                         | 50 812                                                      | 16,41                                                       |
|                                                             | Démocrate                                                   | Martin Lemelle Jr.                                          | 32 186                                                      | 10,40                                                       |
|                                                             | Républicain                                                 | Scotty Robinson                                             | 23 887                                                      | 7,72                                                        |
|                                                             | Républicain                                                 | Allen Guillory Sr.                                          | 22 496                                                      | 7,27                                                        |
|                                                             | Républicain                                                 | Matt Hasty                                                  | 9834                                                        | 3,18                                                        |
|                                                             | Démocrate                                                   | Phillip Snowden                                             | 9432                                                        | 3,05                                                        |
|                                                             | Démocrate                                                   | Jesse P. Lagarde                                            | 7136                                                        | 2,30                                                        |
| Total des votes                                             | Total des votes                                             | Total des votes                                             | 309 556                                                     | 100%                                                        |
|                                                             | Les Républicains conservent                                 |                                                             |                                                             |                                                             |

| Second Tour de l'Élection de 2020 du 5e district congressionnel de Louisiane | Second Tour de l'Élection de 2020 du 5e district congressionnel de Louisiane | Second Tour de l'Élection de 2020 du 5e district congressionnel de Louisiane | Second Tour de l'Élection de 2020 du 5e district congressionnel de Louisiane | Second Tour de l'Élection de 2020 du 5e district congressionnel de Louisiane |
| ---------------------------------------------------------------------------- | ---------------------------------------------------------------------------- | ---------------------------------------------------------------------------- | ---------------------------------------------------------------------------- | ---------------------------------------------------------------------------- |
| Parti                                                                        | Parti                                                                        | Candidat                                                                     | Votes                                                                        | %                                                                            |
|                                                                              | Républicain                                                                  | Luke Letlow (en)                                                             | 49 182                                                                       | 62,02                                                                        |
|                                                                              | Républicain                                                                  | Lance Harris                                                                 | 30 124                                                                       | 37,98                                                                        |
| Total des votes                                                              | Total des votes                                                              | Total des votes                                                              | 79 306                                                                       | 100%                                                                         |
|                                                                              | Les Républicains conservent                                                  |                                                                              |                                                                              |                                                                              |

### 2021 (Spéciale)
| Élection Spéciale de 2021 du 5e district congressionnel de Louisiane | Élection Spéciale de 2021 du 5e district congressionnel de Louisiane | Élection Spéciale de 2021 du 5e district congressionnel de Louisiane | Élection Spéciale de 2021 du 5e district congressionnel de Louisiane | Élection Spéciale de 2021 du 5e district congressionnel de Louisiane |
| -------------------------------------------------------------------- | -------------------------------------------------------------------- | -------------------------------------------------------------------- | -------------------------------------------------------------------- | -------------------------------------------------------------------- |
| Parti                                                                | Parti                                                                | Candidat                                                             | Votes                                                                | %                                                                    |
|                                                                      | Républicain                                                          | Luke Letlow (en)                                                     | 67 203                                                               | 64,86                                                                |
|                                                                      | Démocrate                                                            | Sandra "Candy" Shoemaker-Christophe                                  | 28 255                                                               | 27,27                                                                |
|                                                                      | Républicain                                                          | Chad Conerly                                                         | 5497                                                                 | 5,31                                                                 |
|                                                                      | Républicain                                                          | Robert Lansden                                                       | 929                                                                  | 0,90                                                                 |
|                                                                      | Républicain                                                          | Allen Guillory                                                       | 464                                                                  | 0,45                                                                 |
|                                                                      | No Party                                                             | Jim Davis                                                            | 402                                                                  | 0,39                                                                 |
|                                                                      | Républicain                                                          | Sancha Smith                                                         | 334                                                                  | 0,32                                                                 |
|                                                                      | Républicain                                                          | M.V. "Vinny" Mendoza                                                 | 236                                                                  | 0,23                                                                 |
|                                                                      | Indépendant                                                          | Jaycee Magnuson                                                      | 131                                                                  | 0,13                                                                 |
|                                                                      | Républicain                                                          | Richard H. Pannell                                                   | 67                                                                   | 0,06                                                                 |
|                                                                      | Républicain                                                          | Horace Melton III                                                    | 62                                                                   | 0,06                                                                 |
|                                                                      | Républicain                                                          | Errol Victor Sr.                                                     | 36                                                                   | 0,03                                                                 |
| Total des votes                                                      | Total des votes                                                      | Total des votes                                                      | 103 616                                                              | 100%                                                                 |
|                                                                      | Les Républicains conservent                                          |                                                                      |                                                                      |                                                                      |

### 2022
| Élection de 2022 du 5e district congressionnel de Louisiane | Élection de 2022 du 5e district congressionnel de Louisiane | Élection de 2022 du 5e district congressionnel de Louisiane | Élection de 2022 du 5e district congressionnel de Louisiane | Élection de 2022 du 5e district congressionnel de Louisiane |
| ----------------------------------------------------------- | ----------------------------------------------------------- | ----------------------------------------------------------- | ----------------------------------------------------------- | ----------------------------------------------------------- |
| Parti                                                       | Parti                                                       | Candidat                                                    | Votes                                                       | %                                                           |
|                                                             | Républicain                                                 | Julia Letlow (sortante)                                     | 151 080                                                     | 67,6                                                        |
|                                                             | Démocrate                                                   | Oscar "Omar" Dantzler                                       | 35 149                                                      | 15,7                                                        |
|                                                             | Démocrate                                                   | Walter Earl Huff                                            | 19 383                                                      | 8,7                                                         |
|                                                             | Républicain                                                 | Allen Guillory                                              | 12 159                                                      | 5,4                                                         |
|                                                             | Républicain                                                 | Hunter Pullen                                               | 5782                                                        | 2,6                                                         |
| Total des votes                                             | Total des votes                                             | Total des votes                                             | 223 553                                                     | 100%                                                        |
|                                                             | Les Républicains conservent                                 |                                                             |                                                             |                                                             |

### 2024
| Élection de 2024 du 5e district congressionnel de Louisiane | Élection de 2024 du 5e district congressionnel de Louisiane | Élection de 2024 du 5e district congressionnel de Louisiane | Élection de 2024 du 5e district congressionnel de Louisiane | Élection de 2024 du 5e district congressionnel de Louisiane |
| ----------------------------------------------------------- | ----------------------------------------------------------- | ----------------------------------------------------------- | ----------------------------------------------------------- | ----------------------------------------------------------- |
| Parti                                                       | Parti                                                       | Candidat                                                    | Votes                                                       | %                                                           |
|                                                             | Républicain                                                 | Julia Letlow (sortante)                                     | 201 037                                                     | 62,9                                                        |
|                                                             | Démocrate                                                   | Michael Vallien Jr.                                         | 82 981                                                      | 25,9                                                        |
|                                                             | Républicain                                                 | M.V. Mendoza                                                | 35 833                                                      | 11,2                                                        |
| Total des votes                                             | Total des votes                                             | Total des votes                                             | 319 851                                                     | 100 %                                                       |
|                                                             | Les Républicains conservent                                 |                                                             |                                                             |                                                             |